# Radio Azimut Network
Radio Azimut Network è un'emittente radiofonica siciliana con sede a Mazara del Vallo.
Trasmette nella provincia di Trapani, e in parte delle province di Palermo e Agrigento.
Le frequenze di trasmissione sono: 92.80 - 94.70.